# 466
El 466 (CDLXVI) fou un any comú començat en dissabte del calendari julià.

## Esdeveniments
- Euric incorpora la zona costanera de la Tarraconense i la Vall de l'Ebre al Regne visigot de Tolosa.[1]